# 中国医疗保障制度
中国医疗保障制度简称医保制度，是由中華人民共和國政府国家医疗保障局规划、管理的醫療保險制度，屬於中國醫療衛生体系的一部分。中国医保制度包括基本医疗保险，补充医疗保险，医疗救助，生育保险，疾病应急救助，长期护理保险，除公共体系外，还包括商业健康保险、职工医疗互助及慈善救助等制度。该制度仅覆盖中国大陆，不报销境外产生的医疗费用，香港和澳门两个特别行政区也各自有独立的全民医疗保险体系。 
基本医疗保险（简称基本医保）包括城镇职工基本医疗保险（简称职工医保）和城乡居民基本医疗保险（简称居民医保）两项制度，前者覆盖城市就业人口，后者覆盖城市非就业人口及农村人口。用人单位有法定义务按照职工工资总额的一定比例（通常为6%-11%）为其职工按月缴纳医保，达到法定退休年龄和累计缴费年限后可免费参保；居民医保由居民自行按年缴纳，受财政补助。灵活就业人员可自愿选择参加职工医保，根据各地规定的上下限自行选择基数按一定比例自行缴费，也可以参加户籍所在地或居住证所在地的居民医保。参保人在享受基本医保待遇期内于定点医药机构就医的，其中符合基本医保药品目录、诊疗项目、医疗服务设施报销范围以及急诊、抢救的医疗费用，按照国家规定从基本医疗保险基金中支付。2020年，职工医保、居民医保报销范围内的住院费用报销比例，分别达到80%和70%左右。 
城乡居民大病保险（简称大病保险）覆盖所有城乡居民基本医疗保险参保人群，在定点医药机构对居民医保报销后的大病高额医疗费用进行二次报销。原则上起付线不高于统筹地区居民上年度人均可支配收入的50%，超起付线部分的报销比例在60%以上，医疗费用越高支付比例越高。同时对困难群体实行倾斜政策。
医疗救助主要针对低保对象、特困供养人员、农村建档立卡贫困人口、防返贫监测对象、因病致贫等困难群体。医疗救助由中央和地方政府财政投入为主，接受社会各界的捐赠，对救助对象参加居民医保的个人缴费部分给予补贴；同时对基本医疗保险、大病保险和其他补充医疗保险报销后个人难以负担的医疗费用给予补助。截至2020年底，经三重保障梯次减负后，贫困人口住院和门诊慢特病医疗费用实际报销比例均稳定在80%左右。 
生育保险的投保对象为职工，由用人单位按照职工工资总额的一定比例（通常为0.5%-1%）按月缴纳。参保职工享受生育保险待遇，包括生育医疗费用报销和生育津贴。目前生育保险与职工医保统一管理以降低成本、提升效率。而居民医保已包含参保者发生的生育医疗费用的报销。
疾病应急救助制度以中国境内发生急重危伤病、需要急救但身份不明或无力支付相应费用的患者为救助对象。由医疗机构按急救所发生的费用向救助基金申请补助。医疗机构必须及时、有效地对急重危伤患者施救，不得以任何理由拒绝、推诿或拖延救治。
中国基本医保参保13.61亿人，参保覆盖率稳定在95%以上。截至2020年底，基本医保参保人数的25%参加职工医保，共3.44亿人；75%参加居民医保，共10.17亿人。生育保险参保人数2.36亿人。医疗救助资助7837万贫困人口参加基本医疗保险，贫困人口参保面在99.9%以上。全国商业健康保险费收入8173亿元，年均增长率达20%。全国职工医疗互助参保4625万人。10835万人参加长期护理保险。
中國已成為醫療衛生相關的跨國公司的主要市場。外商阿斯利康製藥、葛蘭素史克、禮來公司和默克藥廠等药厂已進入中國市場，業務經歷爆炸性的增長。中國也成為醫療衛生研究以及開發的成長中心。管理顧問公司 ENHANCE International的Mr. Sam Radwan表示，中國在2050年的預計醫療衛生支出，有機會超過德國在 2020年的國內生產總值（GDP）。

## 歷史

### 1949-1978年
在1949年前的中國共產黨控制區就實行公費醫療。1951年2月间，工矿部门开始试行劳动保险条例並解决工人的医疗问题，同年在陕北及某些少数民族地区也试行了公费医疗。1952年6月27日，《政务院关于全国各级人民政府、党派、团体及所属事业单位的国家工作人员实行公费医疗预防的指示》發佈。之後中共政府逐步将醫療衛生系統公有化，并仿照苏联将醫療衛生系統現代化。计划经济时期，建立了三级医院结构：即城镇由市、区两级医院和街道、厂矿门诊组成的三级医疗服务及卫生防疫体系；农村以县医院为龙头、以乡（镇）卫生院为枢纽、以村卫生室为基础的三级医疗预防保健网络。
虽然政府投入较低，但是建立了注重公共卫生预防和初级卫生保健的健康系统，相对成本的投入是非常高效的。政府發動了全國性的愛國衛生運動，試圖解決醫療衛生和教育的基本問題。到60年代，就已经基本消灭了各类传染病，很多流行性疾病，如天花、霍乱、性病等得到较彻底的消除，而寄生虫病如血吸虫病和疟疾等得到了大幅度的削减。人均期望寿命从中华人民共和国成立前的 35 岁，提高到 1981 年的 67.8 岁；婴儿死亡率从中华人民共和国成立前的 200‰左 右降低到 1981 年 37.6‰。农村医疗，起初实行政府医药价格管制下的自费医疗制度，但在 60 年代开始展开合作化。合作医疗、村级保健站和“赤脚医生”被誉为中国农村医疗卫生的“三件法宝”，将基本的初級醫療逐渐引入農村地區。
改革开放前，中华人民共和国的医疗保险制度主要分为三个部分：
1. 覆盖企业职工的劳保医疗制度；
2. 覆盖机关、事业单位人员的公费医疗制度；
3. 农村合作医疗。

改革开放前，劳保医疗制度和公费医疗制度覆盖了80%以上的城市人口；同时，超过90%的农村人口参加了合作医疗制度。但是，中国的医疗资源依旧极其有限，医疗保障仅为初级保障，且有很大的不平衡。《劳动保险条例》的企业大都为国有大中型企业，《机关和事业单位劳动保险》有国家财政兜底，但其他的企业获得政府财政支持极其有限，待遇千差万别，甚至名存实亡。合同工、临时工和季节工的待遇也没有保障。
此外，社会上还有僵化的城乡二元结构，农村户口的农民无法享受城市居民的公费医疗或劳保医疗。

#### 公费医疗
1952年，政务院发布了《关于全国各级人民政府、党派、团体及所属事业单位的国家工作人员实行公费医疗的指示》。公费医疗经费统筹统支，使用时可按照情况重点支付，不允许发放给本人。享受公费医疗人员的门诊、住院所需诊疗费、手术费、住院费、门诊或住院中，经医师处方的药费，均由医药费拨付；住院的膳费、就医路费由病者本人负担，如实有困难者，可由机关给予补助，在行政经费内报销。 
国家机关及全额预算管理单位的公费医疗经费来源于各级财政拨款。差额预算管理及自收自支预算管理的事业单位，从提取的医疗基金中开支。
公费医疗费支出核准定额，1961年以前规定机关工作人员每人每年18元，以后进行过多次调整，逐步提高到1979年的70元。以后根据财政体制变化，具体标准由各地制定。

#### 劳动保险条例
1951年，政务院发布了《中华人民共和国劳动保险条例》，规定享受劳保医疗的主要对象是国营企业的职工，县以上城镇集体所有制企业职工可参照执行。但是《劳动保险条例》的受益者仅限于提供了100个以上就业岗位的国营或就业比较稳定的企业，当时中国只有约120万产业工人，在5亿中国人口中仅占极小的比例。
1953年及1956年，《劳动保险条例》的覆盖面分别进一步扩大，最终在所有1956年时国营的企业中实行。规模较大、经济条件较好的集体所有制企业，也实行或参照实行了《劳动保险条例》。但即使如此，扩大后的受益人群在规模庞大的中国总人口中仍占极少的比例。根据1957年的统计数字，当年城镇人口占全国总人口的比重只有15.39％，有固定收入的事业单位和政府部门就业人数，总计不到城镇人口的20％。
1950年代和60年代初，施行《劳动保险条例》的企业职工，患一般疾病和非因工负伤、残废的，其所需诊疗费、手术费、住院费 及普通药费均由企业负担，但贵重药费、住院的膳食费及就医路费由职工本人负担。职工供养的直系亲属患病时，可以在该企业医院或其它特约医院诊治， 手术费及普通药费由企业负担一半。
1950年代末，已经发现劳保医疗由于国家和企业包得过多，药品浪费严重。1966年，劳动部和全国总工会颁发《关于改进企业职工劳保医疗制度几个问题的通知》 ， 适当加大了职工个人的医疗负担，以防止“泡病号”、 “小病大治”等现象。
此外，因为计划经济时代“条块分割”的状况，不同地区之间、不同行业之间，乃至同一地区的不同归属的企业之间、不同地区的同一行业企业之间，福利保障标准都存在着差异。有的根据企业政策不同、收入不同，待遇可能有很大不同。
劳保医疗经费的来源，1953年以前全部由企业行政负担。1953年，改为根据行业性 质分别按工资总额的5%-7%提取。为了便于企业统筹运用基金，1969年财政部规定，将按原工资总额的2.5%提取的福利费、3%提取的奖励基金和5.5%提取的医疗卫生费合并改按工资总额的11%，提取职工福利基金，主要用于医疗卫生费和福利费开支。

#### 劳动保险集体合同
此外，根据 1951 年《中华人民共和国劳动保险条例实施细则草案》，不实行《劳动保险条例》的企业，施行劳动保险集体合同。可以通过劳资协商的方式确定保险的项目和保障标准，并由资方承担相关费用。但是，随着公私合营、全面公有制的建立和计划经济的巩固，由基本生产水平和生活水平所限，这种有差别的保障并没有消失，而是被继承和巩固下来，一直延续到“文化大革命”期间。
施行劳动保险集体合同的企业多为中小企业，从行政隶属关系上看，也多为县级以下企业——其劳动保障经费主要依靠企业的经营收入，虽然也能够获得政府财政的支持，但是其支持的力度是十分有限的。因为资金少、补助项目不多等问题，许多职工的医疗负担较重，也有因为治病欠下债务。

#### 城市边缘群体、裁减员工、减低待遇
大跃进期间，有上千万人成为各类国营企业的正式员工。由此又产生了劳动生产率、工资开支和市场消费物资供应等一系列问题，妨碍了重大工业项目的进展。因此，1959年提出了减员800万人的目标，而裁减的对象主要是来自农村的临时工、合同工以及年轻的学徒。与此同时，政府开始推广“亦工亦农”制度及临时工制度，以保障工业发展中所需要的中低端劳动力供给。此类劳动者既不享受百人以上企业的劳动保险待遇，也不享受百人以下企业的劳动保险集体合同，保障待遇比这两者更低。
从1958年“大跃进”开始，劳动保险也进行了一系列降低保障水平的改革，主要包括：
1. 降低了医疗保障水平，主要是调整非因工负伤和疾病期间的工资待遇水平。对员工的病假工资、病假上限做出了规定。但并没有改变医疗费用的保障。
2. 减少了职工所供养的直系亲属的医疗服务待遇。
3. 实行了“老厂老办法，新厂新办法，老人老制度，新人新制度”。病、死、伤、残等问题保障自此千差万别[35]。
4. 推行计划生育后，取消了生育补助。

#### 文化大革命的影响
文化大革命期间，劳动保险管理机构被砸烂，负责管理企业职工劳动保险业务的工会组织被停止活动，负责保险业务的内务部门被撤销。更严重的是历史资料丢失，待遇证明残缺不全，手续制度混乱。负责劳动保险统筹的各级工会停止运营以后，劳动保险的全部责任改由各个企业承担。社会开支的畸轻畸重，导致了行业与行业之间、企业与企业之间、地区与地区之间的社会责任负担的不公平。
混乱期间，国家用重点保障了国家机关和国有大中型企业。这些单位中的劳动保险或者直接出自政府财政，或者通过优先保证供应等方式，间接地由财政兜底。但是，那些原本实行劳动保险集体合同的集体所有制企业、县级以下企业的劳动者，不仅同工不能同酬，工资水平低于全民所有制企业，而且因为劳动保险的支付取决于企业的经营状况，所以待遇水平比较低，且往往流于纸面，实际上是没有任何保障的。有些企业在保险福利开支之后用于生产和投资的资金不足，一些传统的优势产业，如轻纺行业受到严重的冲击，甚至难以维持正常的运转。

#### 农村合作医疗
1949年到1960年代初期，中国大陆城镇地区参照苏联模式，建立了公费和劳保医疗制度，但农村并没有建立相应的医疗保障制度。农民实行的是政府医药价格严格管制下的自费医疗制度。所以发生了毛泽东批评卫生部是“城市老爷卫生部”的故事。
1959年，卫生部召开全国农村卫生工作会议，肯定了一些地方自发建立的合作医疗制度。1960年代，合作医疗逐步得到发展。特别是文化大革命期间知识青年大规模上山下乡之后，农村集体医疗的各种实践得到快速发展。到1970年代末，覆盖了全国90％以上的行政村。合作医疗、村级保健站和“赤脚医生”被誉为中国农村医疗卫生的“三件法宝”。
合作医疗大多数是以人民公社为组织单位， 由公社卫生院组织本公社所辖大队举办，经费来源于大队统一提取的农民缴费、大队公益金按人头的补贴和业务收入。由于各地农村发展水平差异很大，合作医疗的具体组织方式也差异很大，有的合医不合药、有的合药不合医、有的合医又合药。合作医疗制度下，公社承担大部分的医疗费用和“赤脚医生”的工资，个人就医支付少量费用，政府在防疫、低价药品等方面提供有限的财务支持。

### 改革开放
從1978年的改革開放開始，原有的医疗体系出现多种问题。

#### 企事业无力负担医疗费用
首先，醫療費用增長過快，浪费现象严重。全國職工醫療費用從1978年至1997年的增長速度，超過了同期財政的增長速度。此时期，職工醫療費用增長了28倍，年成長率約19﹪，而同期財政收入只增長了6.6倍，年遞增約11﹪。且據有關部門調查顯示，不合理的醫療費用支出約占全部醫療費用的20﹪~30﹪。全国公费医疗支出从1953年到1995年，则增长了106倍，而同期财政收入仅增长27倍。
此外，自负盈亏的企业逐渐无力报销医疗费用。随着经济体制由计划经济向市场经济转轨，企业开始自主经营、自负盈亏，大量外资企业、私营企业等非公有制企业纷纷出现。隨著“抓大放小、企业改制”的國有企業改革，絕大多數城市居民不再受國企僱用，失去許多社會保障和醫療福利。部分企事业单位拖欠职工医药费严重，医疗保障基本名存实亡。許多醫療衛生領域也被私有化。外企、私企员工及个体户，也基本没有参加劳保医疗制度。到90年代，公费医疗制度陷于瘫痪。

#### 医疗领域政府投入资金比例减少
同时，由于政府拨款给公立医院的资金相对减少，使医院越来越依赖于收费。大多數城市居民幾乎都是自掏腰包支付所有的醫療費用。

#### 农村合作化医疗崩溃
在农村地区，八十年代早期开始，中国农村由人民公社制度家庭联产承包责任制，导致了农村合作医疗制度在八十年代末的崩溃。九十年代初到两千年，中国不到10%的农村人口享有合作医疗制度。而大多數農村居民根本沒能力支付在城市醫院所發生的醫療費用。
1993 年，中国人均卫生支出（公共和个人）为 110 元，但城市人均卫生支出为235元，几乎是农村人均支出60元的4倍。而 1993 年农村最贫困的 1/4 人口，只花费了卫生总费用的 5%。此外，被保险覆盖的农村人口只有 10%，而城市为50%，城市两大医疗保险系统——公费医疗和劳保医疗——尽管只覆盖中国总人口的 15%，却耗去了公共卫生开 支的 2/3、卫生总费用的 36%。卫生部第三次卫生服务调查显示，2002 年中国农村合作医疗制度的覆盖率为 9.5%，有79.1%的农村人口没有任何医疗保险。

### 建立全民医疗保障
1998年，在江苏省镇江市和江西省九江市成功试点后，中国将公费医疗制度和劳动保险制度合并，建立统筹水平很低的城镇职工基本医疗保险制度（职工医保）。制度初建时，统筹水平一般在县、地两级，参保人数只占城镇就业人员的5%。一直到2005年，这一比重才首次超过50%；而职工家属与其他非就业人口被完全排除在外。
2003 年开始，中国开始逐渐建立覆盖全民的医疗保障制度。主要内容包括：
- 建立新型农村合作医疗制度（简称“新农合”）（2003年起）
- 建立城镇居民基本医疗保险制度（2007年起）
- 建立重特大疾病保障和救助制度（2012年起）
- 整合城乡居民基本医疗保险制度（2013年起，整合了新农合及城镇居民基本医疗保险）

2008 年，中国基本医疗保险体系包括：城镇职工基本医疗保险、城镇居民基本医疗保险、和新型农村合作医疗的“三大支柱”。基本医保体系以实行大病统筹为主起步，分别从制度上覆盖城镇就业人口、城镇非就业人口和农村居民。基本医疗保险以低水平、广覆盖、保基本、多层次、可持续、社会化服务为基本原则，主要通过建立国家、雇主、家庭和个人责任明确、合理分担的多渠道筹资机制，实行基本医疗保障基金和个人共同分担的医疗费用共付机制，满足城乡居民的基本医疗保障需求。随着中国经济社会发展和城乡居民的基本覆盖，医保制度的目标是实现制度框架基本统一，保障待遇差距逐步缩小，并向一般门诊疾病延伸。
2013年起，各省按照国家要求整合城镇居民医保和新农合两项制度，建立统一的城乡居民医保。

#### 建立城镇职工基本医疗保险
1993年，中国的十四届三中全会提出，在城镇建立社会统筹与个人账户相结合的职工医疗保险制度。国务院从1994年起，在江苏镇江、江西九江进行城镇职工医疗保险制度改革试点，试点后来扩大到20多个省区的近40个城市。1998年，在全国范围全面进行职工医疗保险制度改革。至2012年，城镇职工基本医疗保险制度已经在全国普遍建立，基本取代了劳保、公费医疗制度。
劳动和社会保障部办公厅于2003年5月发布《关于城镇灵活就业人员参加基本医疗保险的指导意见》（劳社厅发［2003］10号），明确将灵活就业人员纳入基本医疗保险制度范围：已与用人单位建立明确劳动关系的灵活就业人员，按照用人单位参加基本医疗保险的方法缴费参保；其他灵活就业人员，以个人身份缴费参保。灵活就业人员参加基本医疗保险的管理办法，既要与城镇职工基本医疗保险制度相衔接，又要适应灵活就业人员的特点。但是，很多灵活就业人员由于工作地点和时间不固定、收入不稳定等原因，参保缴费积极性不高。

##### 公务员公费医疗、医保补助
职工医保施行前，公务员享有公费医疗。1998 年的《国务院关于建立城镇职工基本医疗保险制度的决定》规定，机关单位将实施职工医保。2000年5月，国务院办公厅转发了《劳动保障部、财政部关于实行国家公务员医疗补助的意见》（国发[2000]37号），在实施职工医保的基础上，对国家公务员实行医疗补助，要“保证国家公务员原有医疗待遇水平不降低，并随经济发展有所提高”。
即使如此，公务员从公费医疗改为参加职工医保的推行，依然困难重重。尽管国务院在1998年、2000年两次下达了相关政策，却到2010年才“全面展开”公费医疗改革。2012年，北京市市属公务员、事业单位等约22万人取消公费医疗，并入职工医保。各省改革的速度却并不一致。
据人民日报当时报道，截至2011年底，31个省份中，有24个省份已全面取消公费医疗，机关、事业单位职工全部参加医疗保险。只有湖北、山东、广东、江西、江苏、贵州、陕西7个省份的省直机关及事业单位仍然实行公费医疗，不过，这些省份的地市县的机关及事业单位职工均已纳入基本医疗保险。
但是，此后的八年再也没有公费医疗改革的报道。截至2020年10月21日，湖北省直机关及事业单位职工仍在享受公费医疗福利，尚未参加医保。有学者对此向国家医疗保障局咨询，但并未得到回复。
2013年，卫生部原副部长殷大奎曾披露，中国政府投入的医疗费用中，80%是为了以850万党政干部为主的群体服务的。中科院后称未发布过殷大奎提到的调查报告和调查数据，称媒体报道“失实”。

#### 新型农村合作医疗制度
2002年10月，《中共中央、国务院关于进一步加强农村卫生工作的决定》（中发[2002]13号）提出各级政府要积极引导农民建立以大病统筹为主的新型农村合作医疗制度。2003年1月，国务院办公厅转发《卫生部、财政部、农业部关于建立新型农村合作医疗制度意见》（国办发［2003］3号），决定从2003年开始按照“财政支持、农民自愿、政府组织”的原则组织进行试点。到2010年在全国农村基本建立起这一制度。
新农合以家庭为单位，自愿参加、缴纳合作医疗经费。新农合主要补助参合农民的大额医疗费用或住院医疗费用，2008 年对住院费用的支付水平约为35%。起步阶段可采取以乡（镇）为单位进行统筹，逐步向县（市）统筹过渡。2007年参加新农合的人数为7.3亿，参合率为85.7%；截至2013年，人数达到8.02亿，参合率上升至99%。
2013年，新农合的人均筹资水平提高到340元左右，其中各级财政补助标准提高到280元，政策范围内住院费用报销比例保持在75%左右，新农合大病保障受益人次达137万，实际报销比例达到70%左右。
在新農合制度之下，大約有8億農村居民獲得基本以及分級的醫療保險涵蓋，中央和省級政府負擔部分醫療費用，達到30-80％的程度。 至 2013 年，新农合保障重大疾病22种。

#### 建立城镇居民医疗保险
随着城镇职工医疗保险制度的全面实施和新型农村合作医疗试点工作的顺利推进，城镇学生、儿童等非从业城镇居民医疗问题日益突出，社会反响强烈。从2004年开始，部分地区开始探索建立城镇居民医疗保险制度。
2006年，中共十六届六中全会《关于构建社会主义和谐社会若干重大问题的决定》提出，要“建立以大病统筹为主的城镇居民医疗保险”。2007 年，国务院发布《关于开展城镇居民基本医疗保险制度试点的指导意见》（国发〔2007〕20号），2007年在79个城市启动试点。截至2007年11月底，全国城镇居民基本医疗保险参保人数3059万人，其中79个试点城市参保人数1412万人，已有26万参保居民开始享受待遇。至2013年，参加城镇居民基本医疗保险人数达到2.99亿人。
城镇居民基本医疗保险制度，是以大病统筹为主，针对城镇非从业居民。城镇居民基本医疗保险从低水平起步，随着经济发展和群众收入水平的提高，可以逐步提高筹资水平、保障标准和财政补助标准。城镇居民基本医疗保险实行自愿参加制度，但在制度设计上注重政策的吸引力，引导群众参保，并鼓励连续缴费。为引导参保，政府对所有参保居民每年给予补助，由中央财政和地方财政分担。2008 年，补助数额不少于人均40元/年，并对城镇低保家庭的未成年人再给予不少于人均10元/年的补助，对城镇低保对象（成年人）、低收入家庭60岁以上老年人和丧失劳动能力的重度残疾等特殊困难群体的参保缴费再给予不少于人均60元/年。政府对城镇居民医疗保险的补助标准逐年提高，从2007年的人均40元提高到2013年的280元，政策范围内住院费用报销比例提高到70%左右，基层最高支付限额达到当地居民年人均可支配收入的6倍左右。
城镇居民基本医疗保险没有规定全国统一的筹资标准。由各地根据低水平起步的原则和本地经济发展水平，并考虑居民家庭和财政负担的能力合理确定。2008 年，许多地区保证基金支付比例在50%以上。2008 年，筹资水平大体在城镇居民家庭人均可支配收入的2%左右。

#### 建立城乡居民基本医疗保险
2013年起，各省按照国家要求整合城镇居民医保和新农合两项制度，建立统一的城乡居民医保，以减少城乡差别、建立更公平完善的医保制度。2016年1月，国务院发布《关于整合城乡居民基本医疗保险制度的意见》，将城镇居民基本医疗保险和新型农村合作医疗制度合并为统一的城乡居民基本医疗保险，覆盖除职工基本医疗保险应参保人员以外的其他所有城乡居民。国务院和人社部要求各省在当年6月底前完成总体规划和工作方案，统筹地区要在当年12月底前出台具体实施方案和准备工作，力争2017年启动实施。但是，城乡居民医保的实际整合进程落后于预期的规划，有多个省在 2018 年年初依然没有公布实施政策的时间节点。
城乡居民医保的筹资方式，各省制度不一。上海采用比例缴费，其他各省分别提出一制一档、一制两档或一制三档等定额筹资方式，还有的省允许各地级市自行设置差别档次，用两到三年的过渡期最终实现缴费的统一。
2018年，在城乡居民医保整合后，住院费用支付比例整体保持在75%左右，门诊统筹50%左右。在城乡医保统筹过程中，各地同时提出推进大病保险制度，并加大对贫困人口的补贴力度。2021年，居民医保政策范围内住院费用报销比例为70%左右，是新农合建立之初政策范围内报销比例35%的两倍；封顶线达到所在统筹地区城乡居民人均可支配收入的6倍以上。
2011年至2021年，财政补助标准从每人每年200元提高到580元，个人缴费标准从每人每年50元提高到320元。2021年财政补助占年度筹资的67%，政府与个人缴费比例达到1.8：1。2023年個人繳費標准又提高至380元。筹资水平的逐年提高，原因包括：逐年扩大保障范围、提高待遇水平、医药技术快速进步、医疗费用持续增长、居民医疗需求逐步释放等。
为帮助困难群众参加居民医保，国家还通过医疗救助对纳入低保对象、特困人员、返贫致贫人口范围的给予参保资助。

#### 建立城乡居民大病保险
大病保险制度是指政府从基本医保基金（当时的城镇居民医保基金、新农合基金）取用部分资金，为参加基本医保的城乡居民购买大病医疗保险。
2012年，基本医保已经覆盖了中国较大比例的人口，但因保障水平较低，参保人员大病医疗费用负担依然沉重。2012年，国家六部委日前出台《关于开展城乡居民大病保险工作的指导意见》，开始在全国范围内试点城乡居民大病保险制度，对大病患者高额医疗费用，在基本医保基础上进一步给予支付。2015年，国务院决定在全国全面推开，并提出支付比例应达到50%以上。
至2018年，城乡居民大病保险制度覆盖全国10.5亿城乡居民，基本实现全覆盖。2018年1至9月份，大病保险患者实际报销比例在基本医保的基础上，再提高了 13.85％。2021年，城乡居民大病保险起付线为上一年度居民人均可支配收入的50%，政策范围内支付比例提高到60%，对符合规定的贫困人口还可享受大病保险降低起付线、取消封顶线等倾斜性政策。

### 其他改革情况
到2011年，中國有95％以上的人口擁有基本醫療保險的涵蓋，但是自付費用和醫療品質有很大的差異。北京、上海、和其他主要城市的醫療衛生基礎設施已趨於接近已開發國家的標準，與內陸農村地區相比，具有超越甚多的優勢。醫保施行後到2012年，約只剩3.4%人口沒有任何醫療保險，管理醫保基金的共有46個社保基金管理機構。
2013年，国务院总理在《政府工作报告》中正式宣布中國全民医保制度基本建立。基本形成了以基本医疗保险为主体，以企业补充医疗保险、公务员医疗补助、商业健康保险等为补充，以社会医疗救助为托底的全民医疗保障格局。
從2014年起，中國開始啟動基本醫療保險費用跨省聯網直接結算制度。截至2017年底，基本實現中國範圍內基本醫療保險跨省異地就醫住院醫療費用直接結算。
2016年，国务院发布新型农村合作医疗制度与居民医保制度整合为居民医保制度意见。
據“中国社会保险年度发展报告2016”，有13个统计地区养老保险基金不足支持1年。自2012年到2016年中国五项社保基金已连续五年超支。因應醫保改革，在2018年的政府單位改革中成立國家醫療保障局，2018年3月17日第十三届全国人民代表大会第一次会议批准《国务院机构改革方案》。方案规定：“组建国家医疗保障局。将人力资源和社会保障部的城镇职工和城镇居民基本医疗保险、生育保险职责、国家卫生和计划生育委员会的新型农村合作医疗职责、国家发展和改革委员会的药品和医疗服务价格管理职责、民政部的医疗救助职责整合，组建国家医疗保障局，作为国务院直属机构。”
2019年11月26日，中央全面深化改革委员会第十一次会议审议通过了《关于深化医疗保障制度改革的意见》。《意见》提出，力争到2030年，全面建成以基本医疗保险为主体，医疗救助为托底，补充医疗保险、商业健康保险、慈善捐赠、医疗互助共同发展的多层次医疗保障制度体系。
2020年8月26日，国家医保局發佈《关于建立健全职工基本医疗保险门诊共济保障机制的指导意见（征求意见稿）》。普通门诊费用將被纳入医保报销，报销比例为50%起步。同时，职工医保个人账户使用范围扩大，可用于支付配偶、父母、子女的医疗费用。单位替職工缴费的醫保部分将不再划入職工个人账户，全部计入统筹基金。
2021年5月1日，《医疗保障基金使用监督管理条例》施行，該條例提到醫療機構或個人套取醫保基金將會獲得相應處罰。
2021年12月10日，国家医保局表示，跨省异地就医住院费用直接结算服务已覆盖至全国，基本实现定点医院的全覆盖、每个县至少有一家联网定点医院的目标。普通门诊费用跨省直接结算，则在京津冀、长三角、西南5省先行试点地区的基础上，转向全面推开，全国91.7%的县至少有一家联网定点医疗机构。同时，对于门诊慢特病跨省直接结算，进行区域试点，涉及高血压、糖尿病、恶性肿瘤门诊放化疗、尿毒症透析、器官移植术后抗排异治疗等5种门诊慢特病。
2021年4月，国务院常务会审议通过了《关于建立健全职工基本医疗保险门诊共济保障机制的指导意见》。国家医保局将通过3年的时间完成改革，改革的措施主要是建立门诊共济保障机制，允许家庭成员相互共济使用个人醫保账户。
2022年7月起，上海启动医保家庭共济组网。职工医保个人账户的历年结余资金可以拓展到配偶、父母及子女等家庭成员共济使用。截至2024年12月9日，中国所有省份已将职工医保个人账户共济范围由“配偶、父母、子女”扩大至“配偶、父母、子女、兄弟姐妹、祖父母、外祖父母、孙子女、外孙子女”。
2023年2月15日，国家医保局印发《关于进一步做好定点零售药店纳入门诊统筹管理的通知》，鼓励符合条件的定点零售药店自愿申请开通门诊统筹服务，参保人员凭定点医药机构处方在定点零售药店购买医保目录内药品发生的费用可由统筹基金按规定支付。
2023年初，一些地方推进职工医保门诊共济保障机制改革，部分群众对改革后职工医保个人账户划入减少不滿，多地出現抗議。
2023年6月，国家医保局发布《关于实施医保服务十六项便民措施的通知》，要求落實医保关系转移接续、异地就医直接结算、医保信息查询、医保电子凭证就医购药。

### 统筹层次
2011年7月施行的社会保险法规定，“基本养老保险基金逐步实行全国统筹，其他社会保险基金逐步实行省级统筹，具体时间、步骤由国务院规定。”
2021年，国务院办公厅印发“深化医药卫生体制改革2021年重点工作任务”，鼓励有条件的省份按照分级管理、责任共担、统筹调剂、预算考核的思路，推动基本医保省级统筹。在2021年，中国已基本实现基本医保的市地级统筹。京津沪渝4个直辖市和海南、青海、宁夏等省份已经探索开展了省级统筹。但医疗救助仍以县级统筹为主。
有医疗专家表示，提高统筹层次有助于异地就医、住院和门诊费用直接结算；促进人才的流动，破除户籍制度对人口流动的限制；提高医保基金抗风险能力；实现区域公平、代际公平。但在实际执行中工作进度较缓慢，不甚理想。

### 医保覆盖药品、医保目录药
《国务院关于建立城镇职工基本医疗保险制度的决定》（国发［1998］44号）规定：“确定基本医疗保险的服务范围和标准。劳动保障部会同卫生部、财政部等有关部门制定基本医疗服务的范围、标准和医药费用结算办法，制定国家基本医疗保险药品目录、诊疗项目、医疗服务设施标准及相应的管理办法。各省、自治区、直辖市劳动保障行政管理部门根据国家规定，会同有关部门制定本地区相应的实施标准和办法。”
1999年5月，劳动保障部、国家计委、国家经贸委、财政部、卫生部、药品监管局、中医药局制定了《城镇职工基本医疗保险用药范围管理暂行办法》（劳社部发［1999］15号），规定基本医疗保险用药范围通过制定《基本医疗保险药品目录》（简称《药品目录》）进行管理。纳入《药品目录》的药品，应是临床必需、安全有效、价格合理、使用方便、市场能够保证供应的药品，包括西药、中成药（含民族药）、中药饮片（含民族药）三部分，由国家在全国范围内组织临床医学、药学专家评审制定。
《药品目录》中的西药和中成药在《国家基本药物》的基础上遴选，并分“甲类目录”和“乙类目录”。“甲类目录”的药品是临床治疗必需，使用广泛，疗效好，同类药品中价格低的药品。“乙类目录”的药品是可供临床治疗选择使用，疗效好，同类药品中比“甲类目录”药品价格略高的药品。“甲类目录”由国家统一制定，各地不得调整。“乙类目录”由国家制定，各省、自治区、直辖市可根据当地经济水平、医疗需求和用药习惯，适当进行调整，增加和减少的品种数之和不得超过国家制定的“乙类目录”药品总数的15%。
基本医疗保险参保人员使用西药和中成药发生的费用超出药品目录范围的，基本医疗保险基金不予支付，属于药品目录范围内的按以下原则支付：一是使用“甲类目录”的药品所发生的费用，按基本医疗保险的规定支付。二是使用“乙类目录”的药品所发生的费用，先由参保人员自付一定比例，再按基本医疗保险的规定支付。个人自付的具体比例，由统筹地区规定，报省、自治区、直辖市劳动保障行政部门备案。三是使用中药饮片所发生的费用，属于不予支付费用的药品目录内的，基本医疗保险基金不予支付，不在不予支付费用的药品目录内的，按基本医疗保险规定的标准给予支付。
第一版的《药品目录》于2000年颁布。
2018年，中國启动药品集中带量采购。截至2022年7月，政府已组织开展七批药品集中带量采购。2023年7月31日，中國各省已經實施第八批药品集采。

#### 药品谈判
醫保改革中與外商藥廠談判列為重點督辦，2018年進行半年多的談判後以抗癌藥零關稅交換醫保目錄中十多種抗癌藥宣布降價，平均降幅達六成，默克藥廠中國區腫瘤總監表示此次給出的價格為亞洲最低，平均比周邊國家低3成左右，超出他的初始被授權限度，與海外總公司董事會商議後才獲放行。當年新成立的國家醫療保障局醫藥服務司長黃心宇受訪表示，此輪談判能幾乎把所有項目成功與醫療保障局成立後統籌全國醫藥保險的買藥通道，形成戰略性購買力有密切關係，全中國的藥品進入通道掌握在單一談判代表手中，形成一張王牌，迫使外商藥廠退讓。
同年11月份第三屆醫保目錄藥商談判，國家醫療保障局再次採用全國壟斷性統一談判技巧，新增70種藥品，續約27種藥品，補助藥目錄達到2,709種，談判結果三种C型肝炎（丙肝）治疗用药降幅平均在85%以上，多種肿瘤、糖尿病等治疗用药的降幅平均在65%左右，一些抗癌藥品談到全球最低價。新版目录将于2020年1月1日正式实施。
2021年，国家医保局宣布医保引进74种新药，新医保目录於2022年1月1日起正式实施。判成功的67种独家药品平均降价61.71%。截至 2021 年底，国家医保药品目录内所有药品年治疗费用均未超过30万元。新增的74种药品预计2022年增加的医疗保障基金支出，与目录内药品降价等腾出的基金空间基本相当。从总体上看，不会明显增加基金支出。

### “十四五”期间医保改革
2021年9月，国务院总理李克强主持国务院常务会议，审议通过“十四五”全民医疗保障规划。2021年9月29日，国务院发布《“十四五”全民医疗保障规划》。“十四五”期间，医保改革有以下目标：
1. 健全多层次医保制度体系，分类优化医保帮扶政策。落实全民参保计划，推进职工和城乡居民在常住地、就业地参保，放开灵活就业人员参保户籍限制。稳步提高基本医保门诊报销待遇，完善城乡居民高血压、糖尿病门诊用药保障。加强大病保险与基本医保衔接，提高保障能力。完善困难群众重大疾病救助机制。健全突发重大疫情下的先救治、后收费和针对特殊群体、特定疾病的医药费豁免机制。支持商业健康保险发展，丰富面向老年人等的保险产品。稳步建立长期护理保险制度。完善生育保险政策。
2. 建立基本医疗体系、基本医保制度相互适应的机制。完善医保支付政策，推动分级诊疗、医联体等发展，将符合条件的基层医疗机构纳入医保定点范围，促进提高基层医疗机构服务水平，减少“小病大治”、过度医疗，提高医保资金使用效能。
3. 推进医保与医药协同改革。继续实施国家组织药品集中带量采购，扩大高值医用耗材集中带量采购范围，遏制药品、医用耗材价格虚高。及时将临床价值高、患者获益明显的药品纳入医保支付范围，明年实现全国基本医保用药范围基本统一。
4. 提升医保经办服务水平。建立覆盖省市县乡村的医保服务网络。推进基本医保参保登记和接续转移等跨省通办，在全国实现异地就医住院、门诊费用线上结算。
5. 加强医保基金监管。严格落实责任，完善部门联动机制，综合运用系统监控、现场检查等方式实现监管全覆盖。引入商业保险机构等第三方力量提升监管专业性。更有效发挥社会监督作用。及时公开通报医保基金使用情况及查出问题，严厉打击欺诈骗保行为。

## 现行医疗保障制度
中国医疗保障的法律依据是《中华人民共和国社会保险法》对基本医疗保险的10条规制，缺乏具体的法律、法规与规章。为改善这个问题，2021年国家医疗保障局公布《医疗保障法（征求意见稿）》。
现行中国医保制度包括基本医疗保险，城乡居民大病保险，职工大额医疗费用补助，医疗救助，生育保险，工伤保险，疾病应急救助，长期护理保险，除公共体系外，还包括商业健康保险、职工医疗互助及慈善救助等制度。
基本医疗保险实行基本医疗保障基金和个人共同分担医疗费用的共付机制，实现社会互助共济。城乡居民大病保险在基本医保基础上提高报销比例超过13个百分点，并对贫困人口执行倾斜支付政策。医疗救助夯实托底保障，对贫困人口等经基本医保、大病保险支付后，符合规定的政策范围内费用给予救助。
医疗保障制度主要由省级政府管理，因此在经费、缴费、补助额等领域并没有全国统一的标准。
医疗保险待遇支付限制主要包括三个方面：
1. 起付标准（起付线），即参保人发生医疗费用后，首先自付一定额度的医疗费用，超过此标准的医疗费用才由社会保险经办机构支付；
2. 按比例分担（报销比例），即参保人和社会保险经办机构各自按一定比例共同负担医疗费用；
3. 最高支付限额（封顶线），即社会保险经办机构为参保人支付医疗费用，达到一个规定额度后就不再支付了。

## 基本医疗保险
基本医疗保险（简称基本医保）包括城镇职工基本医疗保险（简称职工医保）和城乡居民基本医疗保险（简称居民医保）两项制度，前者覆盖城市就业人口，后者覆盖城市非就业人口及农村人口。基本医保的设立原则规定，医保水平要与各省各地生产力发展水平相适应，因此对于医疗费用的支付多有限制。基本医疗保险与基本养老保险、失业保险、工伤保险、生育保险同属职工必须参加的法定义务保险。职工医保属于五险一金之一。
参保人在享受基本医保待遇期内于定点医药机构就医的，其中符合基本医保药品目录、诊疗项目、医疗服务设施报销范围以及急诊、抢救的医疗费用，按照国家规定从基本医疗保险基金中支付。

### 城镇职工基本医疗保险
城镇职工基本医疗保险（简称职工医保）针对在政府机构、企业、事业单位等用人单位工作的职工，以强制参保为原则，由用人单位和职工按月共同缴纳保险费。用人单位有法定义务按照职工工资总额的一定比例（通常为8%-11%）为其职工代扣代缴医保，职工达到法定退休年龄和累计缴费年限后可免费参保。灵活就业人员可自愿选择参加职工医保，根据各地规定的上下限自行选择基数按一定比例自行缴费，也可以参加户籍所在地或居住证所在地的居民医保。
用人单位和职工具体缴费的比例由各统筹地区决定。用人单位缴费率控制在职工工资总额的6%左右，在职职工缴费率为本人工资的2%。退休人员个人不缴费。具体缴费比例由各统筹地区根据实际情况确定。以湖南省为例，用人单位的缴费率最高不能超过上年度本单位职工工资总额的6％，职工个人缴费率为上年度职工本人工资收入的2％。用人单位职工年平均工资总额为统筹地区上年度职工年平均工资总额300％以上部分不作缴费基数；低于60％的，以60％为基数缴纳。而在北京市，城镇职工医保的缴费工资基数为本人上一年月平均工资，但上限为28221元，下限为5360元。2021 年职工基本医疗保险单位缴费费率为单位所有职工工资基数之和的9.8%，职工缴费，则为个人缴费基数的2%。
缴纳的保险费分别纳入职工医保统筹基金账户及个人账户。职工个人缴纳的基本医疗保险费，全部计入个人帐户。用人单位缴纳的基本医疗保险费，30%左右划入个人账户，其余部分划入统筹基金，但现以开始逐步取消用人单位缴费进入个人账户。

### 城乡居民基本医疗保险
城乡居民基本医疗保险（简称居民医保）是中国兜底性的医疗保障制度，由原先覆盖城市居民的城镇居民基本医疗保险和原先覆盖农村居民的新型农村合作医疗（新农合）整合而来，主要覆盖当地户籍中无其他基本医疗保障的老年人、学生儿童以及劳动年龄内居民。
居民医保由居民自行按年缴纳，受政府财政补助。各地每年人均有一繳費標準。政府會按人数補助资金進入醫保系統，用作經費。根据2021年《关于做好2021年城乡居民基本医疗保障工作的通知》，居民医保人均财政补助标准，为每人每年不低于580元；个人缴费标准，为每人每年320元。
此外，各地可以在国家规定范围内制定政策。以北京市2022年的政策为例：
- 个人缴费标准：城乡老年人每人每年340元；学生儿童每人每年325元；劳动年龄内居民每人每年580元。
- 门急诊医疗费用最高支付限额：4500元。
- 区属三级医疗机构（各区医院、区中医院等）住院报销：78%。
- 门诊首诊范围：自己选定的区、镇两级政府举办的公立医疗机构，以及所有市定点社区卫生服务机构。

### 统筹地区
医保统筹（统一管理）地区内，所有医疗保险统筹基金属于全体参保人员，由经办机构集中管理，统一调剂使用。因此，根据统筹地区的不同，医保政策也不相同。统筹基金的具体起付标准、最高支付限额以及在起付标准以上和最高支付限额以下医疗费用的个人负担比例，由统筹地区根据以收定支、收支平衡的原则确定。
截至2020年，中国绝大多数地区的基本医保资金，是在市级范围内统筹，部分地区还有县级统筹，因此同一省内的不同地区资金保障程度也有所不同。以湖南省为例，2020 年规定原则上地、市、州为统筹单位，少数经济不发达和医疗消费水平差异过大的地、市、州可实行县（市）统筹。
2008年，全国共有统筹区域2200多个，其中县级统筹的约1900个。

### 待遇及限制
统筹基金和个人帐户有各自的支付范围。参保人在享受基本医保待遇期内于定点医药机构就医的，其中符合基本医保药品目录、诊疗项目、医疗服务设施报销范围以及急诊、抢救的医疗费用，按照国家规定从基本医疗保险基金中支付。统筹基金可以帮助支付住院、门诊特殊病种及特定检查项目的医疗费。
个人账户归个人使用，可以用来支付门诊费用、住院费用中个人自负部分以及在定点药店购药费用，可以结转和继承。统筹基金用于支付住院医疗和部分门诊大病费用。
统筹基金的支付，设有起付标准（一般为当地职工年平均工资的10%，即起付线）及最高支付限额（一般为当地职工年平均工资的4倍左右，即封顶线）。起付标准以下的医疗费用，及最高支付限额以上的费用，由个人帐户支付、个人自付、或商业保险负责支付。起付标准以上、最高支付限额以下的医疗费用，由统筹基金中支付，个人也要负担一定比例。实践中，个人负担比例与就诊医疗机构级别相关，就诊的医院级别越高，个人负担比例越高。2008 年，全国平均支付比例为80%左右。
具体的限制政策由各统筹地区决定，在省内不同地区也可以有所区分。以湖南省为例，每年统筹基金的起付标准，为上年度统筹地区职工年平均工资的10％左右；最高支付限额为上年度统筹地区职工年平均工资的４倍左右。统筹基金覆盖的费用，由统筹基金和个人分段按比例负担。以湖南省为例，3000元以内的部分，个人负担20％左右；3000元以上至10000元的部分，个人负担15％左右；10000元以上部分，个人负担6％左右。但即使是湖南省内，因各统筹地区收支不一，具体起付标准、最高支付限额以及在个人负担比例也有所不同。
至2020年，中国省政府在医保领域有较大自主权，医保资金的统筹，主要是在市级范围内统筹，部分地区还有县级统筹，因此不同省份、同一省不同地区的保险待遇也有所不同。举例而言，北京市2021年医疗保险门诊和住院费用报销比例如下：
|          |                | 费用类别                                  | 费用类别               | 费用类别                            | 费用类别 | 费用类别                               |
|          |                | 门诊                                      | 门诊                   | 住院                                | 住院     | 住院                                   |
| 保险类别 | 身份           | 起付线和封顶线                            | 报销比例               | 起付线                              | 封顶线   | 报销比例                               |
| -------- | -------------- | ----------------------------------------- | ---------------------- | ----------------------------------- | -------- | -------------------------------------- |
| 职工医保 | 城镇在职员工   | 1800元起付，2万元封顶                     | 根据医院类别，为70-90% | 本年度第一次住院为1300元，其后650元 | 50万元   | 根据费用数额和医院类别，分段为85-97%   |
| 职工医保 | 退休且70岁以下 | 1300元起付，2万元封顶                     | 根据医院类别，为85-90% | 本年度第一次住院为1300元，其后650元 | 50万元   | 根据费用数额和医院类别，分段为90-99.1% |
| 职工医保 | 退休且70岁以上 | 1300元起付，2万元封顶                     | 90%                    | 本年度第一次住院为1300元，其后650元 | 50万元   | 根据费用数额和医院类别，分段为90-99.1% |
| 居民医保 | 居民医保       | 根据医院类别，100元-550元起付，4500元封顶 | 根据医院类别，为50-55% | 根据医院类别，为300元-1300元        | 25 万元  | 根据医院类别，为75-80%                 |

#### 药品补贴
藥品補貼方式則是依照國家基本藥物目錄的列表，分為約600種的甲類藥和約2,300種的乙類藥，甲類全額補助，乙類部分補助。而在目錄外的新藥、進口藥、未確定療效藥則不予補助，必須自費。

## 补充医疗保险
补充医疗保险包括城乡居民大病保险、职工大额医疗费用补助、公务员医疗补助及企业补充医疗保险等。补充医疗保险保障参保人经基本医疗保险保障后个人负担的医疗费用。

### 城乡居民大病保险
城乡居民大病保险（简称大病保险）制度是指政府从基本医保基金取用部分资金，为参加基本医保的城乡居民购买大病医疗保险。2021年，大病保险起付线原则上为上一年度居民人均可支配收入的50%，政策范围内支付比例提高到60%，对符合规定的贫困人口还可享受大病保险降低起付线、取消封顶线等倾斜性政策。
以北京市为例，2021 年城乡居民大病保险起付线为上一年度本市城镇居民中20%低收入户人均可支配收入，既30404元。起付线以上符合大病保险报销范围的个人自付医疗费用，实行分段累计报销：5万元以内部分，大病保险基金支付60%；5万元以上部分，大病保险基金支付70%，上不封顶。对四类困难群体，大病保险起付线降低50%，各费用段支付比例分别提高5%。城乡居民大病保险一年报销一次，次年报销上年度费用。

### 公务员及其他医疗补助
国家公务员、参照公务员法管理的事业编制职工、公益一类（全额拨款）事业单位在编职工在参加基本医疗保险的基础上，享受医疗补助政策，即财政补贴公务员医疗补助险。此外，建立职工医保时政策便规定，离休人员、老红军、革命伤残军人原有的，更优厚的医疗待遇不变，退休人员参加基本医疗保险，个人不缴纳基本医疗保险费。

## 医疗救助
医疗救助是基本医疗保障中的托底保障，对符合条件的各类救助对象实施分类资助参保、分档救助。对低保、特困等困难群众经基本医保、大病保险保障后个人负担仍然较重的医疗费用，按规定给予救助。
在2021年，低保、特困人员、农村建档立卡贫困人口中的政策范围内住院费用，年度救助限额内报销比例达到70%左右，年度救助限额普遍在3-5万元之间。

## 中国現有醫療衛生系統
中国主要城市裡设有專科醫院，配置有現代化的設施。城市居民並未享受免費的醫療服務，而是必須支付治療費用，或是透過購買醫療保險來支付。醫院的品質各不相同。中國所有城市都設有公立醫院和診所。它們的服務品質因所在地不同而異；最好的治療通常可在城市裡的公立醫院取得，然後是較小的區級診所。大城市的許多公立醫院都有所謂的貴賓病房，或高幹病房。這些病房具有相當現代的醫療技術和熟練的醫事人員。大多數貴賓病房可為外國人提供醫療服務，並配置有會說英語的醫生和護士。貴賓病房通常會比其他醫院收取更高的價格，但按照西方的標準而言，價格通常仍屬相對便宜。
除了提供現代護理的醫療設施外，中藥也被廣泛使用，全國各地都有中醫醫院和治療設施。
在城市地區，有廣泛符合西方標準的牙科醫療保健、整容手術、和其他與醫療衛生相關的服務，但是費用價格各異。從歷史上看，在農村地區，雖然有某些地區的醫療品質會高於其他地區，但大多數地區的醫療衛生服務都只提供基本醫療服務，醫事人員訓練不足，醫療設備或藥物也匱乏。但是，自2009年以來，農村醫療服務的品質有顯著的提升。目前增長中的趨勢是對無法出門到城市醫院就診的農村居民，他們的醫療衛生改由前往患者家中的鄉村醫生提供，成本則由政府負擔。中國城市地區醫療服務體系的改革，引起了人們對社區衛生中心的需求；在一項2012年的研究中發現，醫療保險的參保患者不大會利用私人診所，而是更有可能使用到這些社區衛生中心。在2003年至2011年之間所做的一項橫斷面研究，顯示醫療保險的覆蓋範圍有顯著增長，住院報銷隨著使用和新農合覆蓋範圍的擴大而增加。醫療服務使用的增長在農村地區和醫院尤為重要。在公平獲得保險涵蓋、住院報銷、以及基本醫療服務方面，都有重大進展，其中最顯著的是在醫院服務、以及門診和住院護理方面。如今隨著顯著城市化，人們對醫療衛生的關注方向已改變。城市化為中國的人口健康（例如獲得改良的醫療服務和基礎設施），以及重大健康風險（包括空氣污染，職業，和交通危害）和飲食和活動改變帶來的風險，提供改善的機會。傳染性疾病也應重新關注。
2019年7月福建莆田市設立「台胞醫保服務中心」試驗與台灣全民健保制度對接，為了服務每年數十萬在長短期在福建活動的台胞，很多人未參加医保制度而是參加台灣全民健保，在大陸看病後回台報銷的手續麻煩，承認度和審核審問等問題，只要將看病資料交至台胞醫保服務中心，由此機構和台灣健保局對接處理一切專業性問題，之後補貼款直接由台灣健保局交給醫保服務中心再匯至個人帳戶，看病者對於中間一切過程不必處理與知悉。
2019年10月起，中國的高血壓和糖尿病日常用藥納入補助報銷範圍，有条件的地方政府可不设起付线，封顶线由各地自行设定。

### 医保及医疗系统统计
2020年参加全国基本医疗保险（简称基本医保）136131万人，参保率稳定在95%以上。2020年，全国基本医保基金（含生育保险）总收入24846亿元，比上年增长1.7%，占当年GDP比重约为2.4%；全国基本医保基金（含生育保险）总支出21032亿元，比上年增长0.9%，占当年GDP比重约为2.1%；全国基本医保基金（含生育保险）累计结存31500亿元，其中职工基本医疗保险（以下简称职工医保）个人账户累计结存10096亿元。
2020 年，享有基本医保的居民中，包括职工医保34455万人（其中在职职工25429万人、退休职工9026万人），城乡居民医保101676万人。《国家基本医疗保险、工伤保险和生育保险药品目录(2020年)》内西药和中成药总数为2800种，其中西药1426种，中成药1374种。目录内中药饮片892种。
2020年末，中国全国医疗卫生机构总数达1022922个，其中：医院35394个，基层医疗卫生机构970036个，专业公共卫生机构14492个。医院中，公立医院11870个，民营医院23524个。医院按等级分：三级医院2996个（其中：三级甲等医院1580个），二级医院10404个，一级医院12252个，未定级医院9742个。
2020年末，全国医疗卫生机构床位910.1万张，其中：医院713.1万张（占78.4%），基层医疗卫生机构164.9万张（占18.1%），专业公共卫生机构29.6万张（占3.3%）。医院中，公立医院床位占71.4%，民营医院床位占28.6%。每千人口医疗卫生机构床位数由2019年6.30张增加到2020年6.46张。
2020年末，全国卫生人员总数达1347.5万人，比上年增加54.7万人（增长4.2%）。每千人口执业（助理）医师2.90人，每千人口注册护士3.34人；每万人口全科医生2.90人，每万人口专业公共卫生机构人员6.56人。

### 醫院三級制
1949年以後，衛生部負責所有醫療衛生活動，並建立和監督衛生政策的所有事項。這個部門不止規範國家、省、和地方的機構體系，並且也規範那些為滿足工人在醫療衛生需求，而設立的工業和國有企業的醫院網絡，以及其他機構。 1981年這個額外的網絡提供大約佔全中國醫療衛生服務的25％。農村和城市地區的醫療衛生服務，是透過三級系統所提供。在農村地區第一級由在鄉村醫療中心工作的鄉村醫生所組成。他們提供預防性，和初級醫療服務，每千人平均有兩名鄉村醫生(赤腳醫生)；由於他們在農村地區具有醫療服務提供者的重要性，政府採取措施利用有組織的訓練和年度許可考試來提高他們的績效。下一個級別是鄉鎮衛生所，主要用來提供門診服務，每個診所服務的人口約為10,000至30,000人。
每個這種衛生所大約擁有十到三十張病床，裡面最資深的醫事人員是助理醫生。病情嚴重的患者會被轉診到縣醫院的第三級，也就是最後一級，這些醫院分別為200,000至600,000人提供服務，並配備有從5年制醫學院畢業的資深醫生。由於農村家庭收入的增加和政府對醫療衛生的巨額財政投資，農村地區對醫療衛生服務的利用已有增加。城市地區的醫療衛生服務由分配到工廠和街坊衛生站的醫務人員提供。如果需要更多的專業護理，患者會被送到地區醫院，最嚴重的病例由市級醫院處理。為了確保取得更高的護理照護，許多國有企業和政府機構會將其僱員直接送往地區或市級醫院，以繞過輔助護理人員或赤腳醫生的階段。但是，中國的初級醫療發展不如預期。主要障礙就是合格的醫事人員數量不足。

### 醫學教育
中国医学教育体系起源于苏联模式，绝大多数医学院校开设五年制课程。但近年中国大型医院只接收同时具备临床医学学士学位（M.D.）以及博士学位（Ph.D.）的医生，其中包括五年的本科学习以及后续五到十年的博士研究生训练。中国医学生在取得临床医学学士学位以后，无论是否进一步接受研究生阶段的科研训练，均需参加为期三年的住院医师规范化培训（residency）以及通过由國家醫學考試中心辦理的執業醫師資格考试才有资格成為專業醫師，並獲得衛生部的認證。未經衛生部認證，在中國以醫師或助理醫師的身份執業屬於非法。

## 中国醫保的缺失與問題

### 医保可持续性问题
中国是世界上人口老龄化速度最快、规模最大且家庭保障功能因少子高龄化而持续弱化的国家，未来对医疗资源有很大的需求。然而，城乡居民还在期盼着个人疾病医疗负担持续减轻。同时，国民经济增速已从20世纪的二位数下降到一位数，2016年更降到7%左右，财政收入增幅也从曾经的20%以上降低到个位数。因此，国家财政收入增速减缓与国民福利快速增长已成为现实矛盾。
2022年12月31日，《武汉市职工基本医疗保险门诊共济保障实施细则》正式印发，由2023年2月1日起正式实行。内容包括职工医保参保人的普通门诊治疗费用纳入医保统筹基金支付范围，调整个人账户计入比例以及实施个人账户家庭共济等三个部分，但其中很多新规都让退休职工感到切身利益受损，引發武漢退休老年人上街抗議。

### 医院拒收医保病人
由于公共财政对医院投入不足，医保对部分疾病（如尿毒症）报销额度低于医院实际医疗费用，导致医院亏损。因此，医疗费用高或病情严重的病人容易被拒收。
2013年底，由于医保资金使用逼近超额底线，在全国许多省市都出现了只收自费患者不收医保病人的现象。
2010年，为防止骗保、开大处方造成医保资金流失，济南市开始考核医院总费用、人次，超支部分医保统筹基金不予支付。医院开始向医生施加压力，超过额度就扣除科室及医生收入。因此，这种做法导致定额一满，科室就拒收医保病人。2011年，济南有270名医保病人被医院拒收。“最愿意接收的是自费病人、公费医疗病人，以及金融、电力等垄断性行业的医保病人，其职工平均年龄低，就医率低，资金支付能力强，而不愿接收当地的普通医保病人。” 据报道，2013年北京出现过医院拒收医保病人的情况。据报道，2016年湖南中南大学湘雅二医院、昆明市儿童医院，2019 年保定的中国人民解放军陆军第八十二集团军医院也出现过拒收医保病人的情况。
2020年，河北省医疗保障局印发《关于杜绝医保定点医疗机构推诿拒收参保人员行为的通知》要求各级医疗保障部门认真做好年底期间参保人员医疗保障待遇享受工作，坚决杜绝推诿拒收参保人员行为。

### 医保资源不均、高级干部占据大量资源
2013 年，新闻卫生部原副部长殷大奎曾披露，中国政府投入的医疗费用中，80%是为了以850万党政干部为主的群体服务的。此前有媒体称，全国党政部门有200万名干部长期请病假。其中，40万名长期占据干部病房、干部招待所、度假村，一年开支约500亿元，引起争议。2013年有媒体报道，新华社调查领导干部职务消费时发现，一位退休省级干部住一次院花费高达300万元。而山西某三甲医院副院长表示，“公费医疗造成的浪费不亚于餐桌上的浪费”。除了高级干部外，所有国家公务员在参加基本医疗保险的基础上，另享受医疗补助政策。
此外，根据2020年的数据，中国绝大多数地区的基本医保资金，是在市级范围内统筹，部分地区还有县级统筹，因此同一省内的不同地区资金、医保政策也有所不同。医疗资源也向富裕地区倾斜。

### 侵蚀医保基金、过度医疗
2016 年，有研究称中国存在大量的医患合谋侵蚀医保基金的现象。有多个媒体曾披露，侵蚀医保基金的手段有农民“被住院”、无病当有病治、虚增患者住院天数、假用药、假手术、过度检查、小病大治、重复收费、未提供服务而收费（空收费）、把本不属于报销范畴的手术治疗费用列为报销范围、零售药店刷医保卡卖日用品等。但不套用医保资金，部分医疗机构运转将难以为继，可能发不出工资、还不起贷款。受各方影响，监管部门往往投鼠忌器。
2019年全年，中国各级医保部门共检查定点医药机构81.5万家，查处违法违规违约医药机构26.4万家；各地共处理违法违规参保人员3.31万人，共追回资金115.56亿元。
同时，由于医院的营利性与医药供应失范，医疗产业中过度诊断、过度检查、过度用药成为了普遍现象，浪费了医疗资源。
针对这些问题，各地开始多方协同监管医保基金；探索引入医保智能监控系统，智能化审核医保基金；集中购买药品耗材节省资金，以提高医疗劳务技术价值在基金结算中的比重。

### 医院自负盈亏，医生执业的伦理困境
虽然中国公立医院属公营机构，但其所得到的政府财政拨款不足总收入的10%，即所谓“自负盈亏”政策。因此，公立医疗机构有强大的创收压力，并反映到医生的收入及考核。医保部门对医院进行考核，而医院则考核各科室、各医生。考核的首要指标是总收入，除此之外，还有病床使用率、病床周转率、平均住院日、收入药占比等。
中国医生的收入常与绩效挂钩，绩效工资可以是基本工资的2~3倍。因此，从个人利益出发，医生在临床工作必须考虑医疗行为的经济收益。此外，国家对医疗服务价格进行严格管控，造成其价格低下，医疗服务的价格并不能有效反映医生的价值。因此，医生通过向更多病人提供耗材、检查与药品来获取经济收益，造成过度医疗。医生垄断了药品的处方权，对患者、药企和医药代表都处于优势地位，因此医院和医生也有条件从中获得灰色收入。
中国政府对公立医院的财政支持和监管缺失，造成了医患之间不信任，让医生时常经受暴力事件。医生成为了中国医疗卫生体制的“替罪羊”。

### 廉價救護車產業
救護車費用在多數省市並不在醫保範圍，“黑救護車”即非法的私營性救護車服務興起，且外觀難以分辨。由於主要城市醫院的救護車短缺，有許多私營的非法救護車隊直接在醫院附近拉生意，通常配置的人員未經訓練，而車上缺乏醫療設備，患者必須自行支付車費，比正規車輛便宜，但出事也沒人負責。

### 掛號黃牛問題
據報導，2016年北京同仁醫院和北京大學第一醫院（Peking University First Hospital）有廣泛掛號黃牛問題。醫院收取門診的掛號費為200元人民幣，但掛號成功的最高轉售價格為 3,000元人民幣。一位眼科醫生評論說，這種收費並不是反映出醫生的技術和經驗的經濟價值，黃牛是以市場願意支付的價格出售醫生的門診機會。

### 藥價黑洞問題
藥價黑洞與虛報詐領健保費問題，兩者是所有健保國營制度國家常見頑疾，其根源在於醫療行業本身的提供者與消費者間存有巨大訊息不對稱的專業性知識壁壘，自古以來醫生與病人是直接的服務買賣關係，因此無醫德者的詐騙手段是直接加諸於病患家庭而分散於各處，而20世紀興起的國營健保等社會主義概念，將巨大的國家保險單位置於兩者之間，成為一種代理人關係，所以詐騙金額與亂象集中於健保制度內體現出來。2010年代中期後的中國醫改開始後，假病人詐領健保費問題較少聽聞，而藥價黑洞依然是常見現象。

#### 张培爽案
2020年的「张培爽訴無錫人民醫院案」官司讓公眾開始關注醫保藥價黑洞的輿論熱點案件，张培爽之父张爱林患有慢性肺性心臟病，2019年7月到了必須肺臟移植階段，而前往无锡市人民医院實施手術，手術本身成功，然半年後（2020年2月）開始出現移植排異，且屬於重度排斥反應而需再入院，需要不斷施打粘桿菌素和白蛋白、左西孟旦、靜脈注射免疫球蛋白等藥物，而被醫生告知這些藥物需要自費購買，事後統計共花費52萬多人民幣自費買藥。
2020年3月张培爽發現這些藥物都在醫保藥物目錄內，根本毋需自費，其開始追查此一問題，主治醫生說法是「目錄有，但本醫院沒進貨，多數醫院也都沒進」而药剂科、医保处回答是「醫院沒貨是事實，但如果醫生願意的話，可申請緊急採購」，開始發現事情的蹊蹺。同時發現他們被醫生推薦的自費購藥處就是醫院一樓的康达药店，該藥店是无锡市人民医院全資開設，屬於業外創收投資，醫院四樓藥庫沒貨，但一樓藥店卻有貨。3月17日下午张培爽將此事檢舉到江苏省卫健委，19日後张爱林病況一度惡化，此時醫生卻態度改變建議他不用打白蛋白，改吃一些營養品也能提升蛋白，並說「有時好心辦壞事」等言語，隔天醫生繼續建議不用白蛋白並表示「你們說貴，我是替你們省錢」而张培爽堅持以病況為主不必考慮錢，醫生於爭執過後再次改變態度說與主任醫師討論看，当天下午終於再次打白蛋白。連串事件引起张培爽懷疑是否江苏省卫健委開始查辦此案，導致醫院啟動某種特殊處置。
之後醫生也不再用自費特效抗生素粘桿菌素，而是换醫院有貨的較低等級普通抗生素阿莫西林，张培爽紧急联系其他两家大医院打算转院，之後醫生又突然表示可以恢復用特效抗生素。其事後知道的確卫健委開始查辦此案，無錫人民醫院開始危機處理找上他教育程度較低，年紀大的母親，要求簽署一張声明，表示所有自費藥都是自己自願購買，簽字時日期一欄是空白，之後醫院變造為3月16日也就是舉報前一天，但其實簽署日是在舉報後三四天。之後江苏省卫健委申訴网站显示由於此造假的同意書和院方說法被採信，所以結案且張家自主撤案。但张培爽表示從未撤案，對於院方背著他於幕後找其老母親玩整套手法表示氣憤。之後3月28日轉為重症，4月10日其父去世。其中2020年3月底在张培爽的坚持吵鬧下醫生同意開啟緊急採購流程，補充醫院無貨的醫保目錄藥，但上級主任醫師持續以在外出差為理由不批准，直到病人過世都未批准。
张培爽将无锡市人民医院及所屬康达药店告上法庭的纏訟，要求赔偿医疗费44万余元，因為藥品如能依照醫保報銷就是此金額，自付僅六七萬。院方表示白蛋白藥品醫保有規定血液低於30g/L才能開，不能濫開，但张培爽出示證據其父曾經達到28g/L但依然要自費。2021年1月底此官司事件在各大媒體見報。

#### 藥價成因
中國大陸業界專家分析認為長期以來醫界主管單位並不排斥醫院的創收行為，因為醫療便宜的大方情況，不可能同時要求品質高，此為先天矛盾，因此在品質較高的醫療行為與用藥上不排斥醫院以此作為額外收入，避免醫界收入低迷留不住人才學醫，或是醫生跑往外國。所以除了醫院自己投資藥店等「三產」現象普遍之外，諸多藥廠推銷員穿梭醫生家中給予分紅也是公開常態，諸多疾病其實開多種藥都正確無標準答案，劑量也看個案而定，最終病都能好，此時多開某一種藥且劑量多寡都成為醫生自由心證的權利，因而藥廠推銷員與醫生有共同利益。
另一問題在於法規給予的醫院管理者自由裁量權過大，醫保付費目錄藥品雖然都在列，但並無任何法律規定醫院藥庫中對所有藥物一定要買齊且量足，所以醫院動輒以「藥庫沒貨」為由引導病患去推薦店面自費，就有可行的斂財通路。2019年初国务院办公厅印发《关于加强三级公立医院绩效考核工作的意见》文件，已經注意到藥庫問題引發的藥價黑洞，但各省市各末端醫院收到此概略性文件，最終形成縣市政府罰則，再落地於醫院裡執行，可能需要經年累月之後才能達成。現階段病患不幸遇到自費黑洞的醫德問題，只能採取法規爭執的方式捍衛自身權益：
1. 病患或家屬可隨時查閱醫保藥品目錄冊，辨認自身用藥是否在目錄
2. 針對醫生提出自費藥房時，必須果斷拒絕，並以目錄抗爭
3. 醫生表示「藥庫沒貨、本院沒進此藥」為藉口時，要求啟動額外採購流程
4. 若三兩天等合理時間內額外採購流程遲遲未有批准，可逕直向市衛健委檢舉或更高一層的省衛健委。[142]

而新京報社論表示此一方法需要患者本身有一定知識水準，且重點是過程中需與醫生產生爭論，許多人並不敢挑戰醫生權威與專業，而造成藥價黑洞頑疾的存在。2019年7月的報導《抗癌靶向药，却在进入医保后消失於醫院了》就是此次案件同一根源問題，當病患不敢與醫院政策提出爭論或是用醫鬧等方式爭論，就無法達到目的。

#### 集采推广仿制药的疗效问题
中国大陆医保采用集采模式进行“砍价”，然而在集采中出现了阿司匹林肠溶片等部分药品仅售“几分钱”的现象，两会委员中亦有医生表示存在“麻药不麻”的现象，引发对集采药品质量的争议。2025年1月底，更是爆出仿制药数据雷同的疑似造假事件，曝光后相关数据则被国家药监局官网下架。

## 相关法律和政策
医保相关的中央政策文件，包括：
- 《国务院关于建立城镇职工基本医疗保险制度的决定》（国发［1998］44号）
- 《卫生部、财政部、农业部关于建立新型农村合作医疗制度意见》（国办发［2003］3号）
- 《关于开展城镇居民基本医疗保险制度试点的指导意见》（2007）
- 《关于开展城乡居民大病保险工作的指导意见》（2012）
- 《关于整合城乡居民基本医疗保险制度的意见》（2016）

## 進一步閱讀
- 在線專訪- 貧困群眾醫保增強報銷制度 （页面存档备份，存于）
- 文匯報-兩岸健保對接提案（页面存档备份，存于）
- 台胞醫保政策規劃（页面存档备份，存于）
- 台胞居住證與醫保連動（页面存档备份，存于）
- 一線城市醫保報銷比例（页面存档备份，存于）
- 各大慢性病醫保報銷額度釋疑（页面存档备份，存于）